# Suat Mamat
Suat Mamat (Istanbul, 8 novembre 1930 – Istanbul, 3 febbraio 2016) è stato un calciatore turco, di ruolo attaccante.

## Carriera
Con la maglia della sua Nazionale ha preso parte ai Mondiali del 1954, mettendo a segno tre reti.

## Palmarès

### Giocatore

#### Competizioni nazionali
- Campionato turco: 4

Galatasaray: 1961-1962, 1962-1963
Beşiktaş: 1965-1966, 1966-1967
- Coppa di Turchia: 2

Galatasaray: 1962-1963, 1963-1964
- Supercoppa di Turchia: 1

Beşiktaş: 1967